# Тимпания рубца

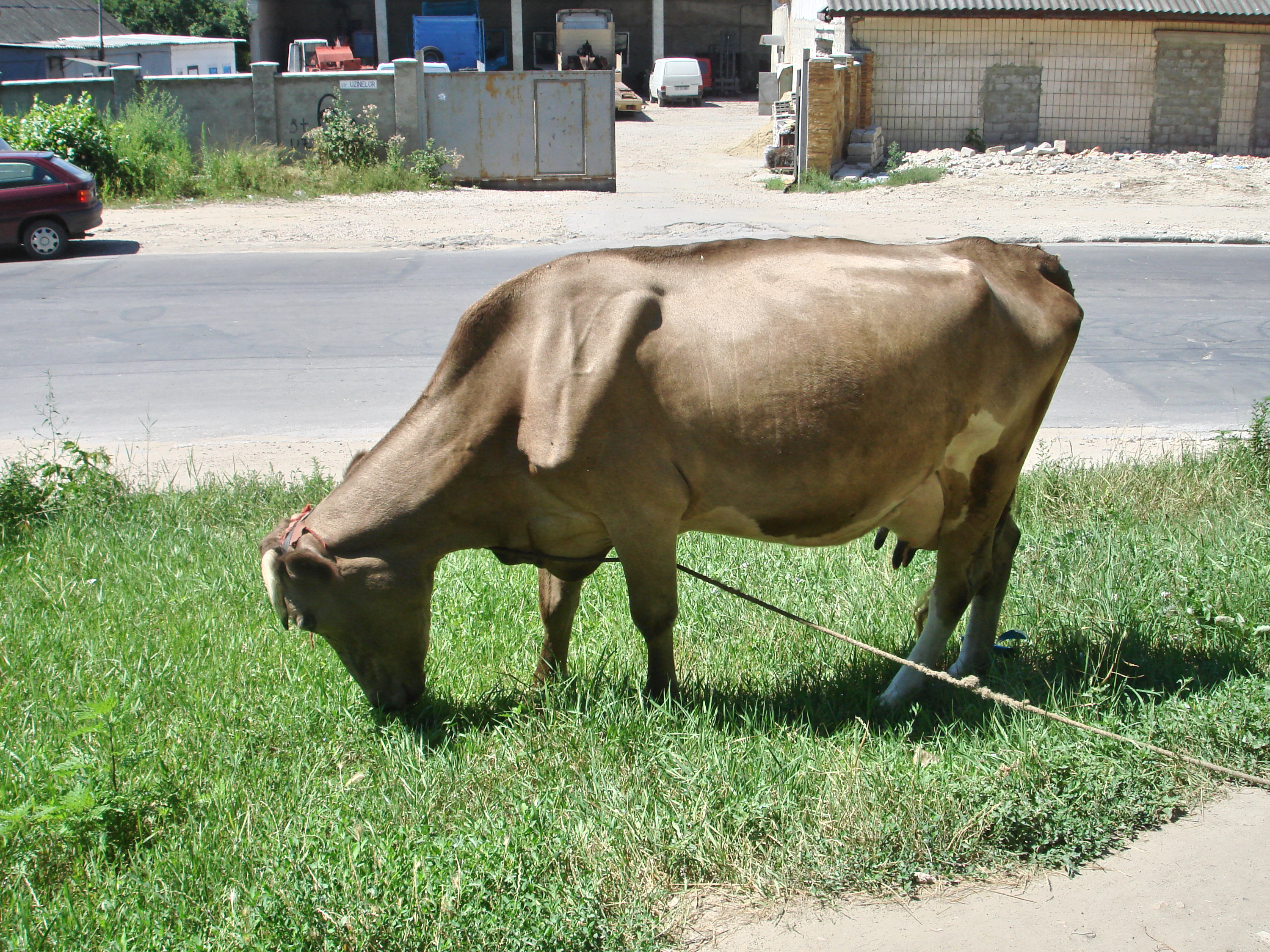

Тимпания рубца, острое вздутие рубца, тимпанит (от греч. τύμπανο — барабан) — вздутие рубца, болезнь жвачных, характеризующаяся скоплением большого количества газов главным образом в рубце. Чаще бывает острая тимпания рубца, которая возникает вследствие поедания легкобродящих кормов (клевера, вики), испорченного, закисшего, заплесневелого сена, силоса, при резком переходе от стойлового содержания к пастбищному. Основные клинические признаки — резкое увеличение размеров живота, выпячивание левой голодной ямки, ослабление и замедление сокращений рубца, анемичность слизистых оболочек, одышка, в некоторых случаях колики. При запоздалом лечении возможна смерть от удушья. 

## Патогенез
Газы образуются в рубце в результате пищеварения, поэтому причиной тимпании служит не усиленное газообразование, а блокирование акта отрыжки. Механизм этого акта различен, в зависимости от действующих причин. при кормлении концентратами и сочными бобовыми травами, непосредственной причиной прекращения отрыжки, является образование в содержимом первых двух отделов преджелудка жвачных пенистых масс. Их появление вызывает сапонин и цитоплазматические протеины, содержащиеся в бобовых растениях. Пенистые массы слабо раздражают рецепторные зоны, ответственные за отрыжку, поэтому для её стимулирования, необходимо присутствие в рубце грубого, волокнистого корма. 

## Патолого-анатомические изменения
Мышцы краниальной части тела животного, особенной шейной области и грудных конечностей, умеренно или сильно наполнены кровью. При разрезании рубца из него с силой выходит газ, изливается пенистое содержимое. Селезёнка сдавлена и бледная. Печень также ишемичная и частично аутолизирована. Почки бледные, обычно аутолизированы и имеют участки подкапсульного прилива крови .

## Лечение
Зондирование и промывание рубца; внутрь — тимпанол, сикаден, скипидар, молоко; руминаторные средства (молочная кислота, настойка белой чемерицы) и слабительные соли; иногда прокол рубца. Профилактика: контроль за качеством кормов и рационами, соблюдение правил пастьбы. Пастьбу животных на лугах с обильным травостоем следует проводить лишь после подкармливания менее сочными и сухими кормами. Нельзя выгонять скот на пастбище при росе и сразу после дождя.